# Cutina
Cutina là một chi bướm đêm thuộc họ Erebidae.

## Các loài
- Cutina albopunctella Walker, 1866
- Cutina aluticolor Pogue & Ferguson, 1998
- Cutina arcuata Pogue & Ferguson, 1998
- Cutina distincta Grote, 1883